# Време за жени
„Време за жени“ е български игрален филм (драма, комедия) от 2006 година, по сценарий и режисура на Илия Костов. Оператор е Ярослав Ячев. Художник е Лъчезар Иванов. Музиката във филма е композирана от Стефан Димитров. Филмът е донякъде вдъхновен от „Време за мъже“.

## Сюжет
В малък провинциален град в Северна България (Видин) животът тече монотонно със злободневните битови проблеми, безработица, липса на пари и скука. Всеки търси начин да излезе от тази ситуация. Четири жени на средна възраст решават да участват в популярно телевизионно предаване. Те са решени на всичко, за да стигнат до финала, дори когато манипулирани от създателите на шоуто разбират, че трябва да направят стриптийз на живо.

## Актьорски състав
- Аня Пенчева – Лия Иванова – Лили
- Параскева Джукелова
- Катерина Евро
- Биляна Петринска
- Любен Чаталов – Котето
- Стефан Попов
- Роберт Янакиев
- Тончо Токмакчиев – д-р Зафиров
- Никола Рударов
- Миодраг Иванов
- Нелина  – попфолк певица
- Виолета Гиндева
- Сотир Мелев
- Васа Ганчева
- Илия Костов
- Петър Горанов
- Красимир Рангелов
- Корнелия Каменова
- Йордан Биков

## Награди
През 2006 година филмът е отличен със специалната награда на журито и наградата за мъжка роля за Любен Чаталов на 15-ия международен филмов фестивал „Любовта е лудост“ във Варна. На следващата година печели наградата на Изпълнителна агенция „Национален филмов център“ за сценария на Илия Костов.